# Ştefan Kovács
Ștefan Kovács (Timisoara, Rumanía; 2 de octubre de 1920 - Cluj Napoca, 12 de mayo de 1995) fue un futbolista y entrenador rumano. Es considerado como uno de los precursores del fútbol total.

## Biografía
Nacido en Timisoara, Rumania, Kovács era el hermano menor del también futbolista Nicolae Kovács (cuya carrera como jugador fue más exitosa, llegando a disputar tres campeonatos mundiales). Se desempeñó como mediocampista, destacando tanto por su técnica como por su intuición táctica. Desarrolló su carrera como futbolista en varios equipos rumanos, no siendo nunca seleccionado para el equipo nacional de Rumanía.
Empezó a ejercer como entrenador en el Universitatea Cluj en 1953. Dirigió al Steaua de Bucarest desde 1967 a 1971, conquistando una liga y dos copas de Rumanía. En 1971 sustituyó a Rinus Michels en el banquillo del Ajax FC, continuando con la filosofía del fútbol total. Con el equipo de Ámsterdam logró dos Copas de Europa consecutivas en 1972 y 1973. También conquistó la Copa Intercontinental así como la primera edición de la Supercopa de Europa en 1972. Además alzaron dos ligas y una copa neerlandesas.
Tras su exitosa experiencia en holanda aceptó la propuesta de la federación francesa para hacerse cargo del equipo nacional. Dirigió a la selección francesa durante dos años, siendo el promotor de la modernización del fútbol del combinado francés. Después regresaría a su país para dirigir a la Selección de Rumanía. En 1981 se hizo cargo del Panathinaikos griego y finalmente dirigió al AS Mónaco francés
Murió el 12 de mayo de 1995, doce días antes que el Ajax conquistase su cuarta Copa de Europa.

## Clubes

### Como jugador
| Club                  | País    | Año         |
| --------------------- | ------- | ----------- |
| CA Oradea             | Rumania | 1937 - 1938 |
| Olympic Charleroi     | Bélgica | 1938 - 1941 |
| FC Ripensia Timișoara | Rumania | 1941        |
| CFR Turnu Severin     | Rumania | 1941 - 1942 |
| Ferar Cluj            | Rumania | 1942 - 1947 |
| CFR Cluj              | Rumania | 1947 - 1950 |
| Universitatea Cluj    | Rumania | 1950 - 1953 |

### Como entrenador
| Club                             | País         | Año         |
| -------------------------------- | ------------ | ----------- |
| Universitatea Cluj               | Rumania      | 1953 - 1960 |
| CFR Cluj                         | Rumania      | 1960 - 1962 |
| Selección de Rumanía (asistente) | Rumania      | 1962 - 1967 |
| Steaua de Bucarest               | Rumania      | 1967 - 1970 |
| Ajax de Ámsterdam                | Países Bajos | 1971 - 1973 |
| Selección de Francia             | Francia      | 1973 - 1975 |
| Selección de Rumanía             | Rumania      | 1976 - 1980 |
| Panathinaikos FC                 | Grecia       | 1981 - 1983 |
| AS Mónaco                        | Francia      | 1986 - 1987 |

## Palmarés como entrenador

### Campeonatos nacionales
| Título         | Club               | País         | Año  |
| -------------- | ------------------ | ------------ | ---- |
| Divizia A      | Steaua de Bucarest | Rumania      | 1968 |
| Cupa Romanie   | Steaua de Bucarest | Rumania      | 1969 |
| Cupa Romanie   | Steaua de Bucarest | Rumania      | 1970 |
| KNVB Cup       | Ajax FC            | Países Bajos | 1972 |
| Eredivisie     | Ajax FC            | Países Bajos | 1972 |
| Eredivisie     | Ajax FC            | Países Bajos | 1973 |
| Copa de Grecia | Panathinaikos FC   | Grecia       | 1982 |

### Campeonatos internacionales
| Título                | Club    | País      | Año     |
| --------------------- | ------- | --------- | ------- |
| Copa de Europa        | Ajax FC | Róterdam  | 1971-72 |
| Supercopa de Europa   | Ajax FC | Ámsterdam | 1972    |
| Copa Intercontinental | Ajax FC | Ámsterdam | 1972    |
| Copa de Europa        | Ajax FC | Belgrado  | 1972-73 |